# Kyriakí Kydonaki
Kyriakí Kydonaki –en griego, Κυριακή Κυδωνάκη– (7 de febrero de 2001) es una deportista griega que compite en karate, en la modalidad de kumite.
Ganó una medalla de bronce en los Juegos Europeos de Cracovia 2023 y una medalla de bronce en el Campeonato Europeo de Karate de 2022.

## Palmarés internacional
| Juegos Europeos    | Juegos Europeos         | Juegos Europeos   | Juegos Europeos |
| Año                | Lugar                   | Medalla           | Prueba          |
| ------------------ | ----------------------- | ----------------- | --------------- |
| 2023               | Bielsko-Biała (Polonia) | Medalla de bronce | +68 kg          |
| Campeonato Europeo |                         |                   |                 |
| Año                | Lugar                   | Medalla           | Prueba          |
| 2022               | Gaziantep (Turquía)     | Medalla de bronce | +68 kg          |